# 어워드 소프트웨어

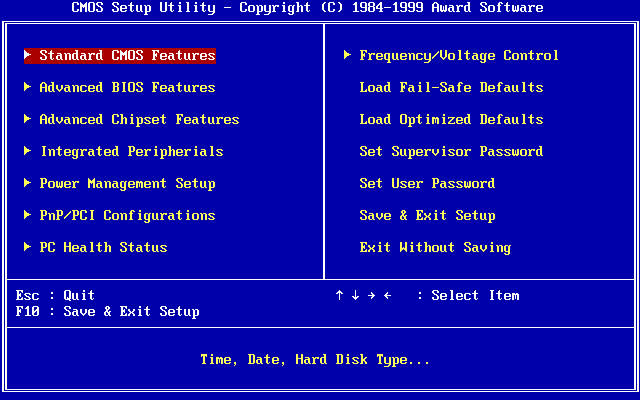
표준 PC의 어워드 바이오스 설정 유틸리티

어워드 소프트웨어(Award Software International Inc.)는 미국 캘리포니아 마운틴 뷰에 본사가 있는 BIOS 제조 회사이다.
1997년 6월 어워드 소프트웨어는 바이오스 업데이트 제공 회사인 유니코어를 인수하고, 자회사로 만들었다.
1998년 9월 어워드 소프트웨어는 피닉스 테크놀로지스에 합병되었다.

## 자회사
- 어워드 소프트웨어 유럽
- 어워드 소프트웨어 홍콩
- 어워드 소프트웨어 일본
- 어워드 소프트웨어 인터내셔널

## 같이 보기
- 피닉스 테크놀로지스